# Joseph Spada
Pour les articles homonymes, voir Spada (homonymie).
Joseph Nicolas Gaspard Melchior Balthazar Spada, ou plus simplement Joseph Spada  (né à Bologne le 22 octobre 1752 - mort à Rome le 21 juin 1840 ), prince romain et comte de l'Empire, était un propriétaire terrien italien, qui fut parlementaire français sous la Révolution et l'Empire.

## Biographie
Joseph Spada est issu d'une des plus illustres familles de la Romagne. Il s'occupe de littérature et a une situation personnelle importante dans son pays natal quand il est nommé le 22 février 1811 membre du Sénat conservateur.
Il reçoit en outre le titre de comte de l'Empire, la croix de la Légion d'honneur et le grand cordon de l'Ordre de la Réunion.
En 1814, il vote la déchéance de Napoléon, et rentre en Italie où il reprend son titre de prince romain. 
Il meurt à Rome le 21 juin 1840.

## Sources
- « Joseph Spada », dans Adolphe Robert et Gaston Cougny, Dictionnaire des parlementaires français, Edgar Bourloton, 1889-1891 [détail de l’édition]